# Islas Australes
Las islas Australes (en francés îles Australes, en tahitiano: Tuha’a Pae) es el archipiélago más meridional de la Polinesia Francesa, al sur de las islas de la Sociedad. También se denominan como islas Tubuai a partir del nombre de la isla más grande. El nombre de Australes proviene de su situación al sur de Tahití a lado y lado del trópico de Capricornio, poseen un área aproximada de 152 km².

## Historia

### Prehistoria
La prehistoria de las Islas Australes está en gran parte en la oscuridad, ya que hasta ahora sólo se han realizado unas pocas excavaciones arqueológicas. La fecha del primer asentamiento no está clara, ya que apenas se dispone de fechas de radiocarbono. Sin embargo, debido a su ubicación periférica en el Triángulo Polinesio, se puede suponer que las Islas Australes fueron colonizadas relativamente tarde, probablemente desde las Islas de la Sociedad, posiblemente también desde Mangareva o las Islas Cook. Existen pruebas de parentesco entre las familias nobles de las Islas Australes y los clanes de las Islas de la Sociedad; por ejemplo, el jefe Tamatoa de Tubuai se jactaba de descender de un ariki de la isla de Raiatea.  El arqueólogo estadounidense Patrick Vinton Kirch llega a considerar las Islas Australes, el sur de las Islas Cook y las Islas de la Sociedad como una gran área cultural El arqueólogo neozelandés Atholl John Anderson supone que la isla de Rapa fue poblada hacia el año 1200 d. C.
En Atiahara, en la costa norte de Tubuai, se excavó a partir de 1995 un asentamiento cercano a la playa bajo la dirección del arqueólogo estadounidense Mark Eddowes, probablemente de una fase de asentamiento muy temprana. Los restos de comida de las fosas de residuos sugieren que los habitantes se alimentaban principalmente de marisco (pescado, mejillones, crustáceos) de la laguna. Otros animales para la alimentación eran los cerdos, los pollos y la rata del Pacífico.
El procesamiento de las conchas de mejillón, probablemente también para el intercambio de bienes con otros asentamientos, era una parte integral de la economía. La datación de los restos de carbón vegetal arrojó las fechas de 1453 (±150 años) y 1113 (±50 años). Según el estado actual de la investigación, se puede suponer un asentamiento inicial de las Islas Australes a principios del segundo milenio d. C.
Tras el asentamiento inicial en cuevas y salientes de roca cerca de la costa, se desarrolló rápidamente una sociedad tribal estratificada en asentamientos cercanos a la playa. La estructura de los asentamientos reflejaba el orden social. Existían viviendas estrictamente separadas, construidas con materiales perecederos, para la aristocracia, los sacerdotes, la clase media (artesanos, artistas), los guerreros, los adolescentes y las púberes.
Debido a la creciente guerra tribal, los asentamientos de la playa fueron abandonados, probablemente en el siglo XVII o XVIII. Los habitantes se retiraron a asentamientos fuertemente fortificados en las colinas del interior, comparables a los Pā de Nueva Zelanda. En la isla de Rapa, por ejemplo, se han registrado 15 castillos de este tipo.
La expedición arqueológica noruega a la isla de Pascua y al Pacífico oriental de 1956, dirigida por Thor Heyerdahl, determinó una antigüedad de entre 200 y 300 años para un asentamiento fortificado en el cerro Morongo Uta de Rapa y fechó el complejo de castillos Hatututi de Raivavae en 1700 d. C. Las numerosas guerras y probablemente también la sobreexplotación de los recursos naturales pueden haber reducido drásticamente la población incluso antes de la llegada de los europeos.

### Exploración y Colonización Europea
Rurutu fue la primera de las Islas Australes en ser descubierta por Europa en 1769. James Cook llegó a la isla, a la que llamó Ohetiroa, durante su primer viaje al Pacífico el 14 de agosto de 1769. Después de que el Endeavour anclara frente a la isla para pasar la noche, Cook hizo botar la pinaza al día siguiente bajo el mando del teniente Gore. 

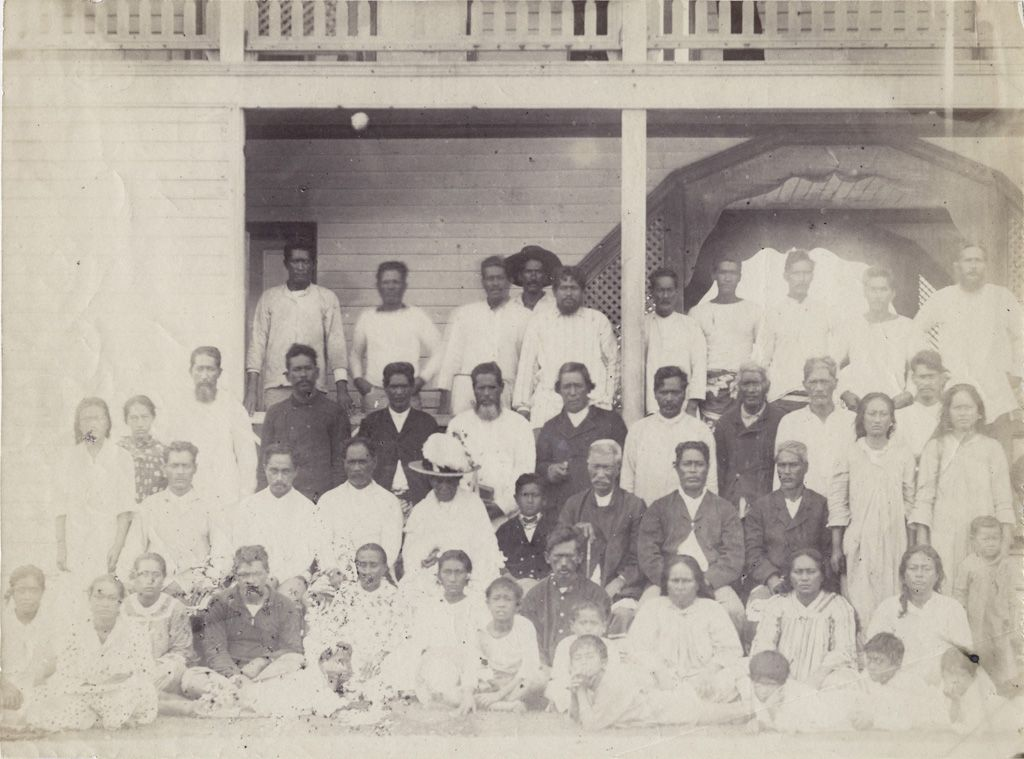
Familia real y jefes de Rurutu. El joven rey, el regente, grupo de jefes y habitantes de la isla en 1889.

El naturalista Joseph Banks también estaba en el barco. Un gran número de guerreros armados se paseaban por la orilla. Tal y como había ordenado Cook para evitar cualquier riesgo, el Pinasse regresó al barco sin haber intentado un desembarco.
El español Tomás de Gayangos fue el primer europeo en llegar a la isla de Raivavae el 5 de febrero de 1775 con los barcos Águila y Júpiter como parte de una expedición a Tahití iniciada por Manuel de Amat y de Junyent.  Al día siguiente Gayangos hizo salir un barco desde Tahití con el teniente Benarcosi y dos traductores, pero se les impidió desembarcar en la bahía de Mahanatoa por varias canoas de guerra.
James Cook descubrió la isla de Tubuai en marzo de 1777 durante su tercer viaje, pero tampoco puso el pie en la isla. Su informe fue conocido por Fletcher Christian, el líder de los amotinados del Bounty. Tras el motín de la Bounty el 28 de abril de 1789 frente a Tofua, el barco se dirigió primero a Tubuai, pero sólo permaneció allí una semana antes de zarpar hacia Tahití. Provistos de provisiones y de varias mujeres tahitianas, los amotinados regresaron a Tubuai para establecerse. Sin embargo, las disputas internas y los sangrientos enfrentamientos con los isleños, en los que murieron 66 tubuanos, hicieron que la Bounty partiera sólo tres meses después.
Rapa Iti fue descubierta en 1791 por George Vancouver, Marotiri en 1800 por George Bass, Rimatara en 1811 por el comerciante británico de sándalo de Tahití Samuel Pinder Henry, y el Atolón María fue finalmente descubierto para el hemisferio occidental en 1824 por el capitán ballenero de Nantucket George Washington Gardner
Después de que la dinastía Pomaré consolidara su dominio en Tahití con el apoyo británico y Pomaré II fuera coronado rey en 1819, decidió ampliar su esfera de influencia a las Islas Australes. El bergantín estadounidense del capitán Lewis llevó al rey, a su corte y a varios misioneros de la London Missionary Society (LMS) a las Islas Australes en octubre de 1819. Lewis fue recompensado con sándalo de Raivavae. Los clanes estaban enfrascados en una de sus habituales guerras tribales. Pomaré consiguió mediar entre las partes enfrentadas y resolver el conflicto de forma diplomática. 
Dejó como gobernador a uno de sus jefes tahitianos, que preparó el terreno para los misioneros protestantes de la LMS que siguieron desde Moorea un año después, La conversión al cristianismo fue pacífica, ya que los jefes asimilaron la nueva religión rápidamente y sin resistencia. La cristianización puso fin a las guerras tribales, pero provocó cambios decisivos en la estratificada sociedad tribal. La omnipotencia de los líderes tribales se había roto. Las Islas Australes permanecieron inicialmente bajo la hegemonía de Tahití.

Bandera del antiguo Reino de Rimatara (1856-1891)

En 1862 comenzó una incursión de dos años de los llamados "Blackbirders", que llevaron a más de 3500 habitantes de las islas del Pacífico Sur a Perú y Chile como mano de obra esclava. En diciembre de 1862, una flota de cinco barcos ancló en la bahía Ahurei de Rapa. Un fuerte grupo de hombres armados fue puesto en tierra para capturar trabajadores por la fuerza. Pero los habitantes se retiraron a los fuertes de la montaña y los ocupantes tuvieron que marcharse sin haber conseguido nada. Unos días después, la goleta chilena Cora llegó a Rapa. Trece jefes se reunieron y decidieron capturar el barco y la tripulación y entregarlos a las autoridades francesas en Tahití. Un grupo de guerreros se coló a bordo del Cora y apresó al capitán. La tripulación se rindió sin oponer resistencia. Cinco marineros decidieron quedarse en la isla como invitados. Un intento posterior de la barca Misti de capturar el trabajo fue abandonado cuando el capitán se enteró de la suerte del Cora.
La reina Pomaré IV de Tahití cedió parte de su soberanía a Francia. Como resultado, Francia declaró formalmente un protectorado sobre Tubuai en 1874 y Raivavae en 1876. Con el fin de la dinastía Pomaré -el último rey de Tahití fue Pomaré V-, las islas se anexionaron en 1880 y se convirtieron en una colonia francesa. Una excepción fueron dos pequeñas islas que las potencias coloniales de Francia y Gran Bretaña aparentemente habían pasado por alto. Rurutu, bajo el mando del rey Teuruarii IV, y Rimatara, bajo el mando de la reina Tamaeva IV, permanecieron inicialmente como reinos independientes. Tras un intercambio de notas diplomáticas y después de que Gran Bretaña no expresara ningún interés por las islas, Rurutu se sometió al protectorado francés el 27 de marzo de 1889 y Rimatara el 29 de marzo de 1889 La anexión definitiva tuvo lugar en 1900, Rimatara y Rurutu también se convirtieron en colonias francesas.

## Geografía
Con la excepción de los islotes María, todas las islas son de origen volcánico, alineadas sobre un eje de noroeste a sureste, prolongación de las islas Cook meridionales. El archipiélago consta de cinco islas habitadas más dos grupos de islotes deshabitados en sus extremos. Geológicamente, la antigüedad de las islas va de noroeste al sureste. Las cinco islas habitadas forman cinco comunas.

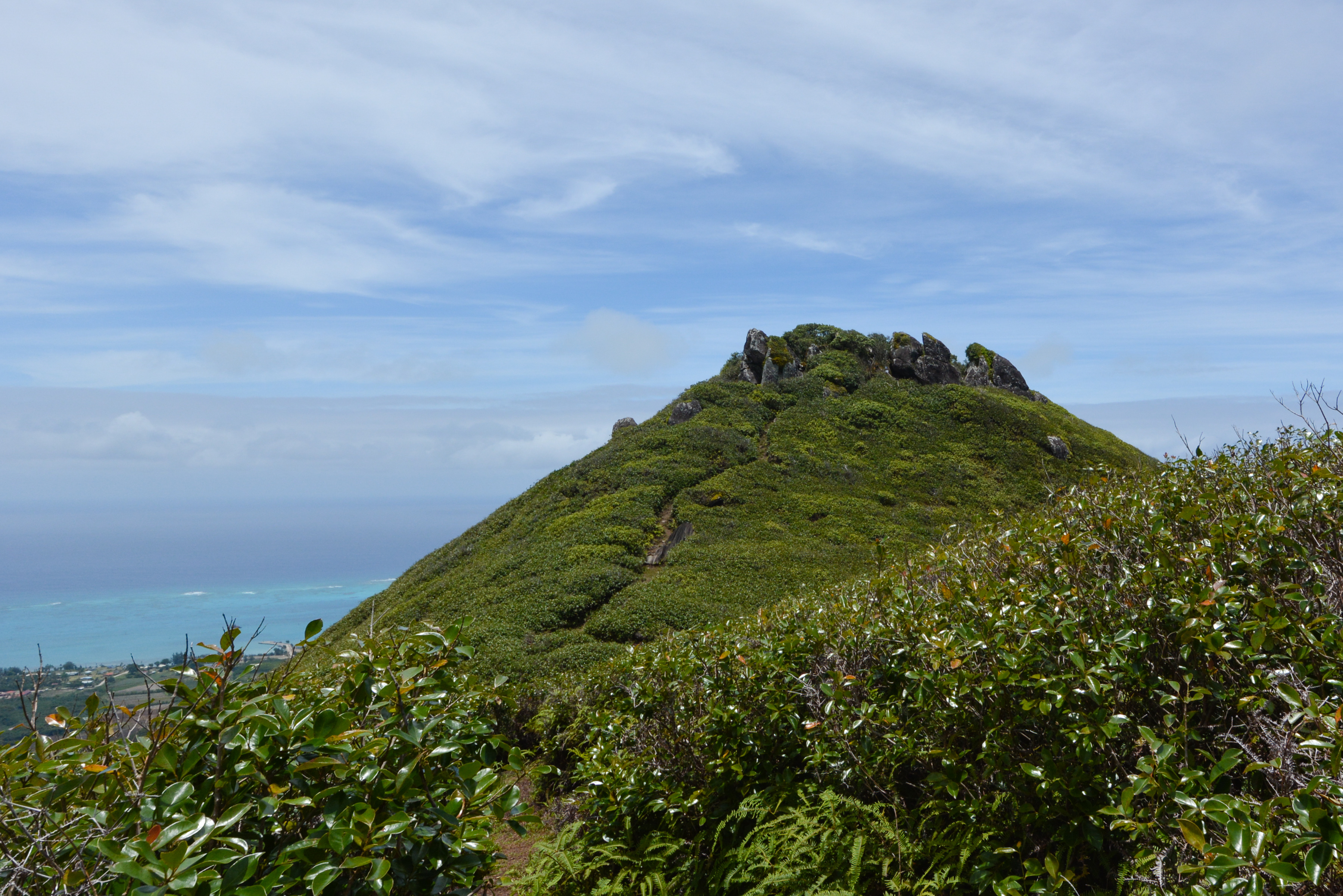
Monte Taitaʼa

De noroeste a sureste, las islas son las siguientes:
- Islotes María (o islotes Hull): es un atolón deshabitado.
- Rimatara: es la más pequeña de las islas habitadas del archipiélago, y una de las últimas islas habitadas descubiertas por los europeos en la Polinesia.
- Rurutu: históricamente también llamada Oheteroa y Hitiroa.
- Tubuai: es la isla más poblada y el centro administrativo y económico del archipiélago.
- Raivavae: también llamada Vavitu.
- Rapa: también llamada Rapa Iti, «la pequeña Rapa», para distinguirla de Rapa Nui, «la gran Rapa», nombre de la isla de Pascua.
- Marotiri (o islotes de Bass): están deshabitados.

Debido a la situación geográfica, el clima es más fresco que el habitual en la Polinesia. La población total es de 6.965 habitantes (datos de 2017).
Las islas Australes se fueron incorporando en los Establecimientos Franceses de Oceanía entre 1880 y 1889, como reacción al protectorado británico de las vecinas islas Cook. Hoy en día forman un distrito administrativo de la Polinesia Francesa.

### Geología
Las Islas Australes forman una cadena de siete islas que se extienden de sureste a noroeste. Son el producto de un punto caliente bajo el monte submarino Macdonald, aún activo, que se eleva 338 kilómetros al este-sureste de Bass Rocks (Marotori) a unos 40 m por debajo del nivel del mar. Las islas geológicamente más antiguas, más erosionadas y fracturadas, se encuentran en el noroeste, las más jóvenes en el sureste de la cadena. La edad geológica de las rocas basálticas oscila entre los 28,6 millones de años de Rimatara, en el noroeste, y los 3,3 millones de años de Marotiri, en el sureste.

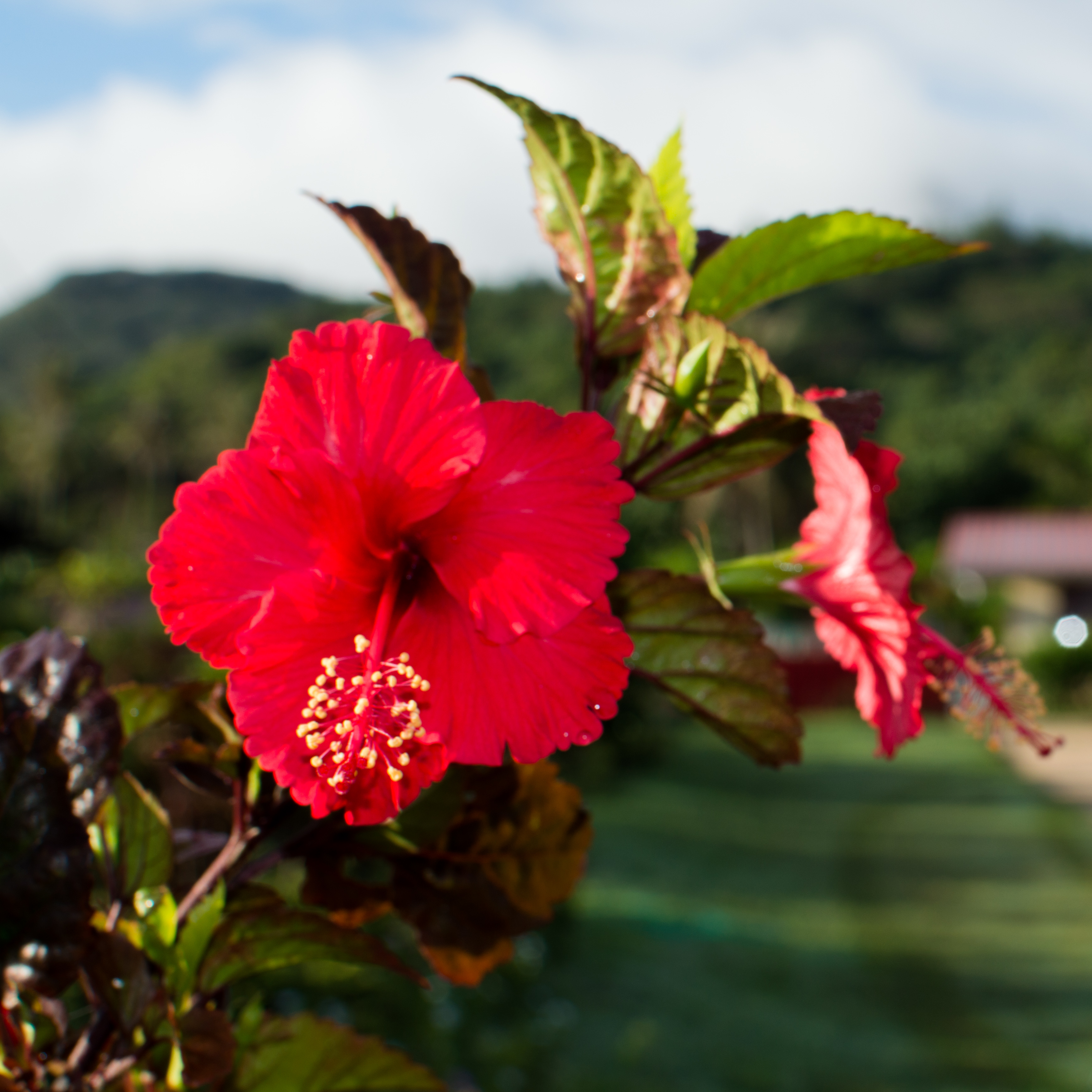
Hibiscus rosa-sinensis en las Islas Australes

Marotiri, la isla más joven, no es más que un grupo de escarpadas rocas volcánicas sin ningún arrecife de coral protector. María, por su parte, el más antiguo, es un atolón cuya isla central volcánica se hundió en el mar hace tiempo, dejando sólo cuatro motus. El resto de las islas son los clásicos atolones con una isla central, un arrecife de coral y una franja de islas de coral en distintas fases de desarrollo.

### Vegetación
La flora de las Islas Australes ya fue modificada fundamentalmente por los aborígenes polinesios. En el atolón deshabitado María se puede encontrar una antigua vegetación autóctona, en gran parte no destruida. En Rapa, también, todavía hay pequeños restos de la selva tropical de montaña original en zonas escarpadas inaccesibles.
En las cuatro islas más grandes (Rapa, Raivavae, Tubuai y Rurutu) la vegetación está dominada por el crecimiento secundario. La vegetación de las playas apenas difiere de la de otros grupos de islas del Pacífico, pero es menos rica en especies. En las escasas zonas no perturbadas por el hombre predominan la palma Pisonia grandis, los heliotropos de la especie Heliotropium foertherianum (sinónimos: Argusia argentea, Tournefortia argentea) y el Pandanus tectorius, con plantas arbustivas y rastreras en el sotobosque.
En las altitudes más bajas, fuera de las zonas cultivadas, hay matorrales de Hibiscus tiliaceus. La guayaba (Psidium guajava), probablemente introducida por los europeos, también se ha extendido mucho y forma extensos rodales enmarañados hasta las altitudes medias. Sin embargo, grandes áreas han sido dañadas por anteriores talas y quemas y por el pastoreo de cabras, y se han formado pastizales abiertos con pocos árboles de bajo crecimiento. En las grietas estrechas y húmedas se han establecido densos rodales de helechos. Las elevaciones más altas a sotavento de las montañas son áridas en algunos lugares.

### Clima

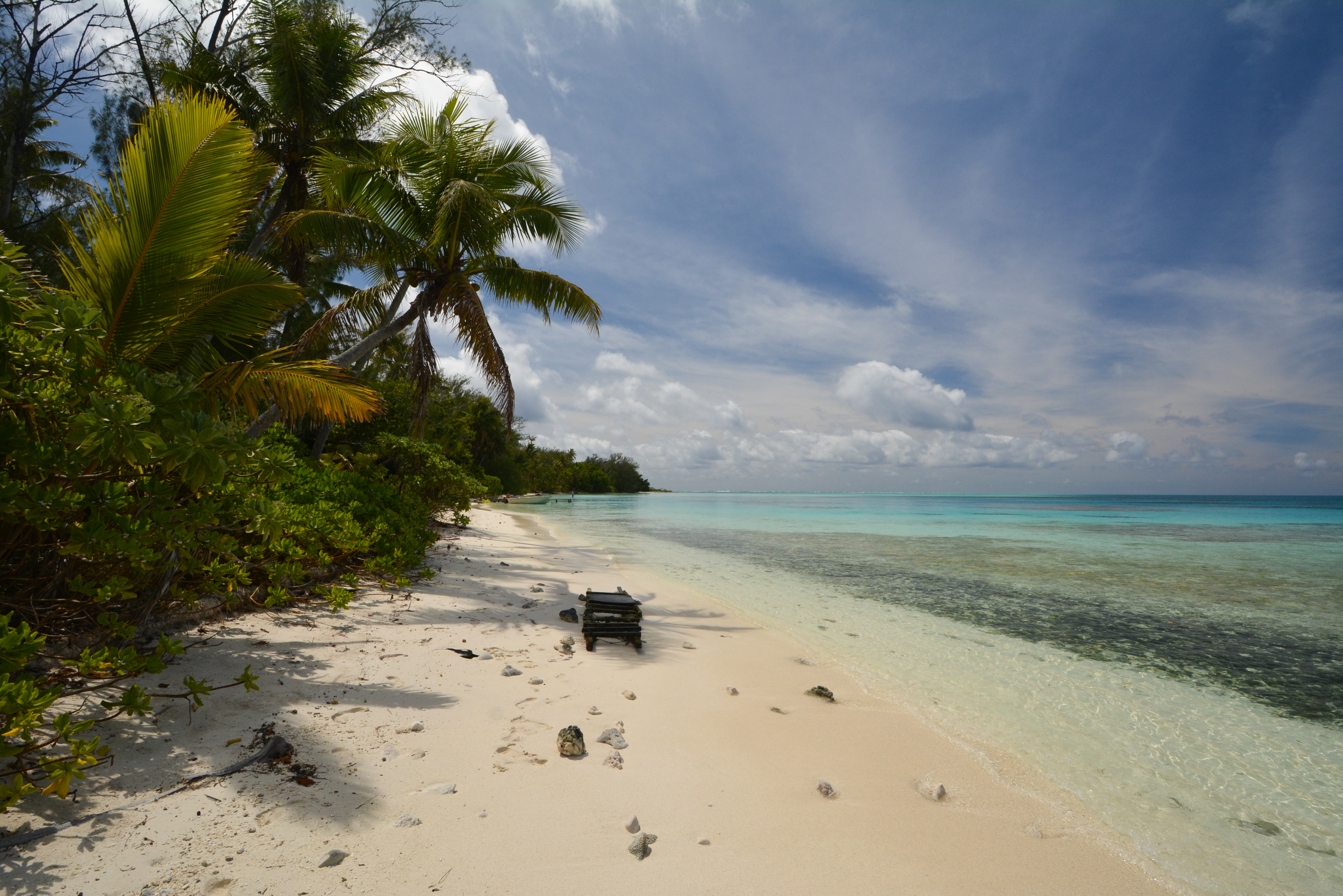
Playa de Motu Mitiha, Islas Australes

El clima es tropical o subtropical-húmedo, pero relativamente fresco en comparación con las islas polinesias situadas más al norte, ya que las Islas Australes se encuentran al norte y al sur del Trópico de Capricornio y, por tanto, en la zona fronteriza de la zona climática tropical. Las islas de Raivavae, Rapa y Marotiri ya están en el subtrópico.
Las estaciones no están muy definidas. Las temperaturas sólo varían ligeramente y las precipitaciones se distribuyen de forma relativamente uniforme a lo largo de los meses. Las temperaturas diurnas rara vez superan los 30 °C, incluso en las islas más septentrionales. En las islas situadas más al sur del archipiélago, las temperaturas nocturnas pueden descender ocasionalmente por debajo de los 15 °C.
Para la isla de Rapa, la isla habitada más meridional del archipiélago, se dispone de los siguientes datos medios anuales:
- Temperatura 20,7 °C,
- Precipitación anual 2787 mm

### Economía
Los habitantes de las Islas Australes viven principalmente de la agricultura de subsistencia. Los suelos muy fértiles y el clima cálido y húmedo permiten cultivar verduras, tubérculos (taro y ñame) y frutas tropicales y subtropicales. Los productos son consumidos principalmente por los propios agricultores, y los pequeños excedentes se exportan a Tahití. Además, se practica la pesca y la cría de ganado (pollos y cerdos) para consumo propio. Se cultiva algo de copra, café en pequeñas cantidades (Raivavae y Rurutu) y vainilla (Rurutu) para la exportación.

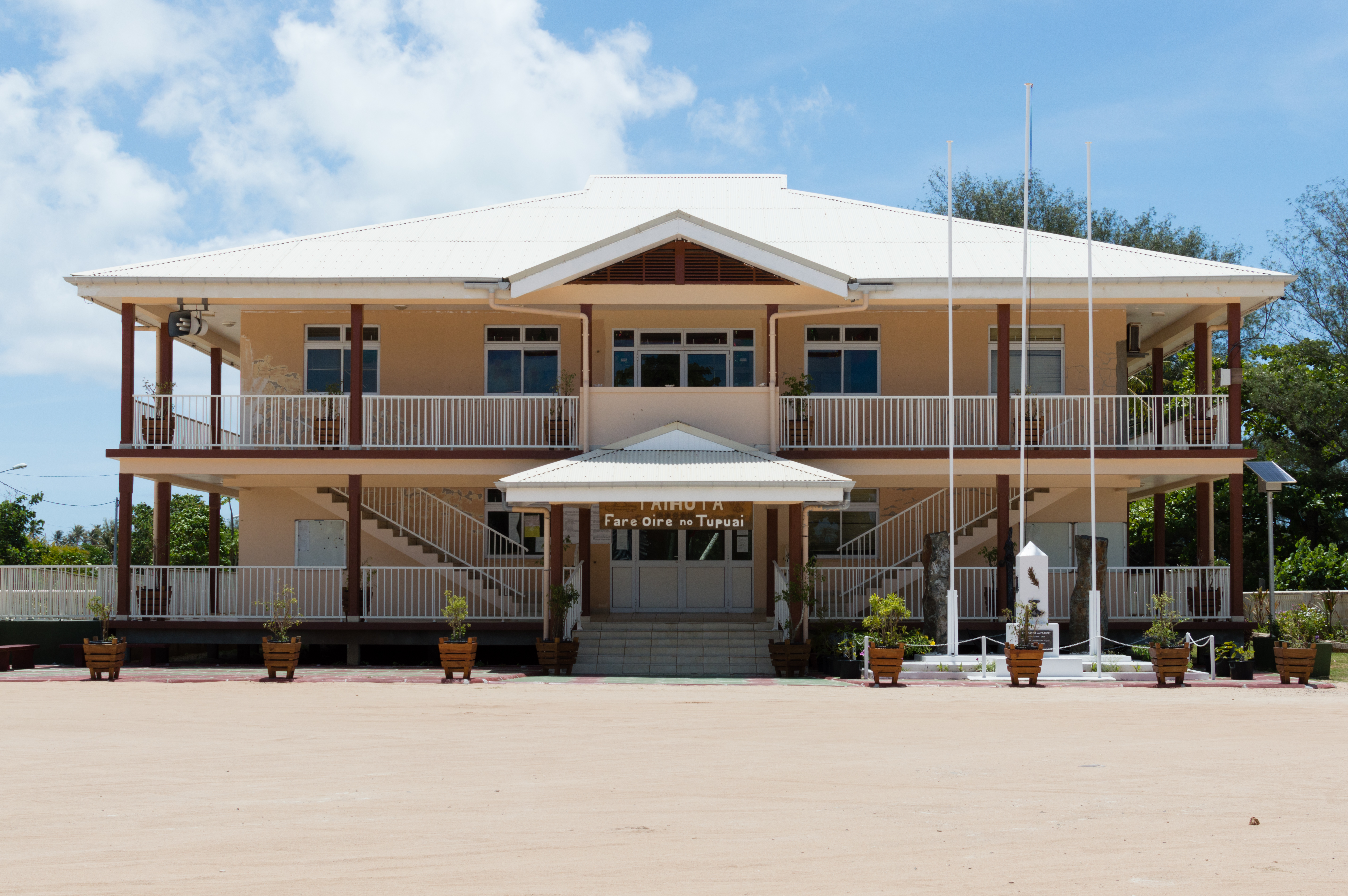
Sede de la Alcaldía o Ayuntamiento de Tubuai

El turismo apenas ha tocado las islas hasta ahora, y la infraestructura turística está aún poco desarrollada. Se puede llegar a las islas en barco de abastecimiento regular desde Tahití y en avioneta desde el aeropuerto de Tahití-Faa'a. Hay aeródromos en Rurutu, Tubuai, Raivavae y Rimatara. La moneda es (todavía) el franco CFP, que está vinculado al euro. El presupuesto administrativo de las Islas Australes está financiado en gran parte por Francia y la UE. 

### Política y gobierno
Desde el punto de vista político, las Islas Australes pertenecen hoy a la Polinesia Francesa (Pays d'outre-mer - POM) y, por tanto, están afiliadas a la UE. La administración corre a cargo de una subdivisión (Subdivisión Administrativa de las Islas Australes) del Alto Comisariado de la República en Polinesia Francesa (Haut-commissariat de la République en Polynésie française) en Papeete, en la isla de Tahití.
El archipiélago está dividido políticamente en 5 municipios (Communes des Îles Australes), que se administran a sí mismos.
La zona horaria oficial es UTC -10.

## Demografía

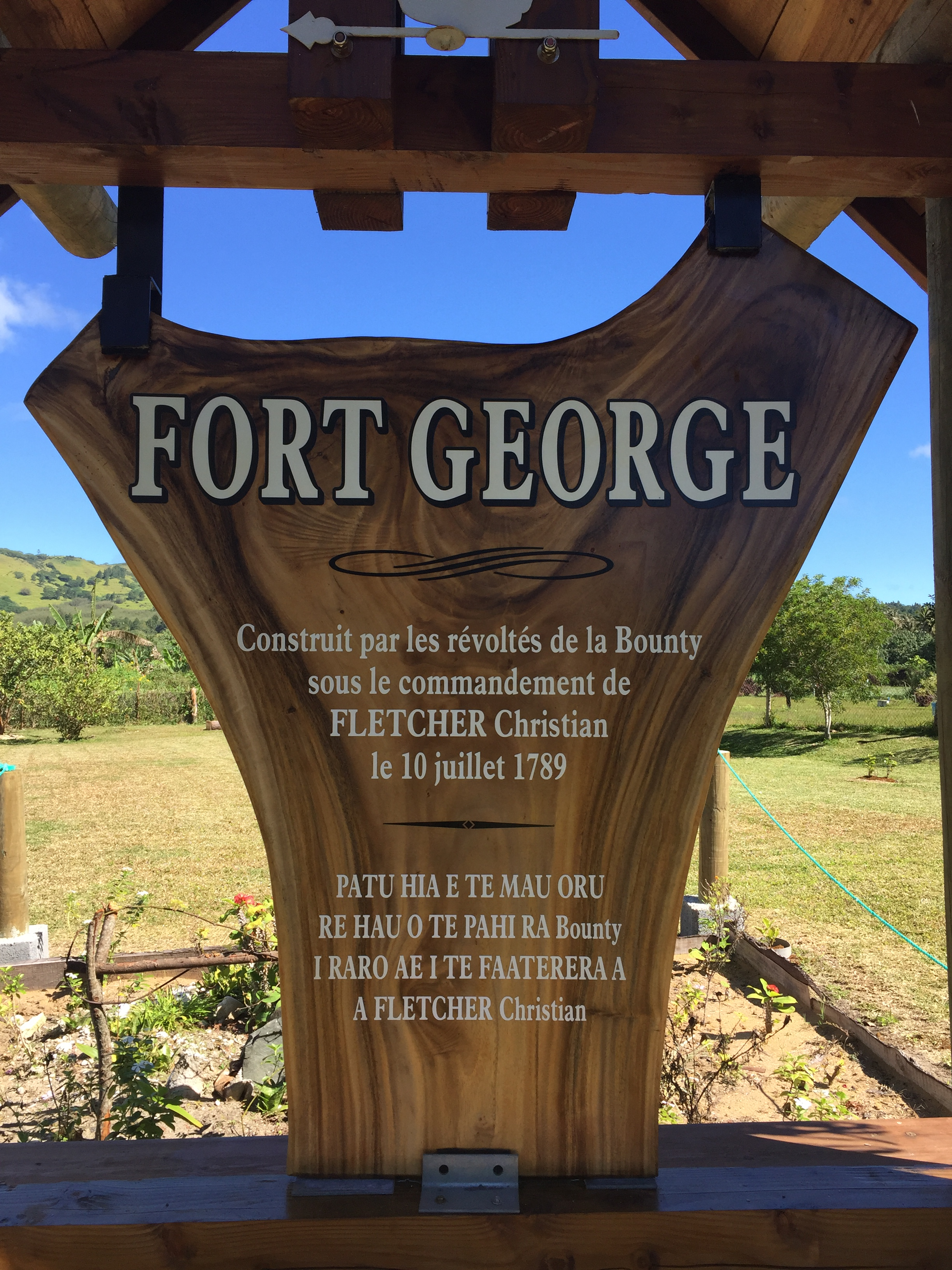
Cartel escrito en francés

Los 6.820 habitantes (censo de 2012) viven principalmente en pequeños pueblos; no hay grandes ciudades en las Islas Australes. A diferencia de otras regiones de la Polinesia, la población de las Islas Australes ha disminuido desde mediados de los años 90. El motivo es la elevada migración de jóvenes del aislado archipiélago a otras partes de la Polinesia o a Francia por sus mejores perspectivas laborales.

### Religión
La mayor parte de la población es cristiana en su mayoría perteneciente a diversos grupos protestantes y a la Iglesia Católica. Los católicos siguen el rito latino y administran 4 iglesias que dependen de la Arquidiócesis de Papeete, 2 en isla de Tubuai: la Iglesia de María y la Iglesia de San José (Église de Maria no te Hau; Église de Saint-Joseph) una en la isla Rurutu: la Iglesia de San Francisco Regis (Église de Saint-François-Régis), y otra más en la isla de Raivavae: la Iglesia de San Pedro (Église de Saint-Pierre). De acuerdo a datos de 1991 los grupos cristianos protestantes representan la mayoría en estas islas.

### Lenguas
El idioma oficial como en resto de Francia es el francés. En la vida cotidiana, la lengua austral, que pertenece a las lenguas polinesias, se habla a menudo, pero con una tendencia a la baja.

## Cultura
Los vestigios de la cultura originaria de las Islas Australes son bastante numerosos y las obras de arte producidas allí han sido juzgadas a menudo como las más notables producidas en la Polinesia. Sin embargo, casi ninguna de estas obras se encuentra en las islas, sino en museos de renombre de los países occidentales. 
De hecho, los barcos que pasaban recibían muchas ofrendas, pero también saqueaban algunos de los lugares de las islas, sobre todo los misioneros de la London Missionary Society, deseosos de erradicar todo rastro de culto antiguo. Los marae, lugares de culto polinesios, fueron así excavados y desaparecieron gradualmente. En Raivavae, por ejemplo, de los sesenta y dos marae presentes a principios del siglo XX, sólo quedan veintitrés visibles en la actualidad.
La más conocida de las obras de arte robadas en las Islas Australes es sin duda la escultura del antiguo Dios A'a, descubierta en Rurutu y actualmente expuesta en el Museo Británico de Londres, Inglaterra. Hay una reproducción en la isla. Está compuesto por treinta pequeñas figuras talladas en su cuerpo; su espalda tenía una cavidad que podía albergar otras veinticuatro pequeñas esculturas que, sin embargo, fueron destruidas en 1822.

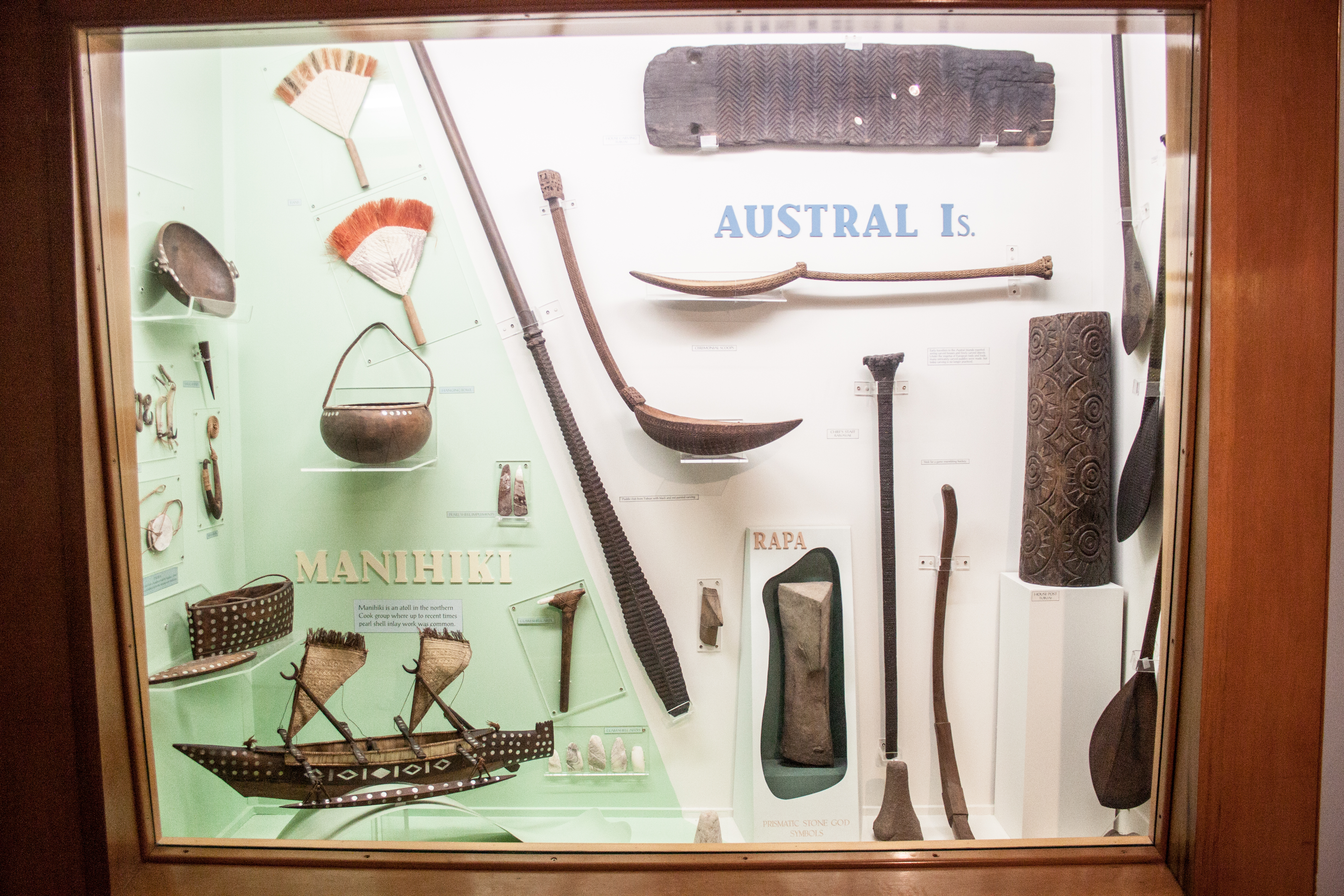
Exposición de objetos de las Islas Australes

Las Islas Australes también son conocidas por sus grandes tambores verticales o "pahu", a menudo decorados con figuras humanas, que suelen dar la bienvenida a los exploradores o misioneros cristianos. 
En el archipiélago se han encontrado numerosas figuras talladas en madera o incluso en piedra para los marae, matamoscas de madera tallados generalmente con figuras antropomórficas, a veces incluso con mangos de marfil, grandes cucharas decoradas, así como cuencos muy decorados. En general, estas obras están finamente decoradas con gran complejidad y a menudo con figuras antropomórficas.
Se han encontrado otros objetos utilizados para vestir a las personas o personalidades de las islas, como elaborados tocados y grandes coronas y collares de pelo o plumas con colgantes de concha o marfil.